# 黎文劃
黎文劃（發音：[le˧˧ van˧˧ hwajk̟̚˧˨ʔ]；1896年—1978年），也译作黎文获，醫生，高台教徒，越南政治人物，曾任南圻自治共和國总理。

## 生平
1896年，黎文划出生於越南南方芹苴省。1923年在法国获得医学博士学位。

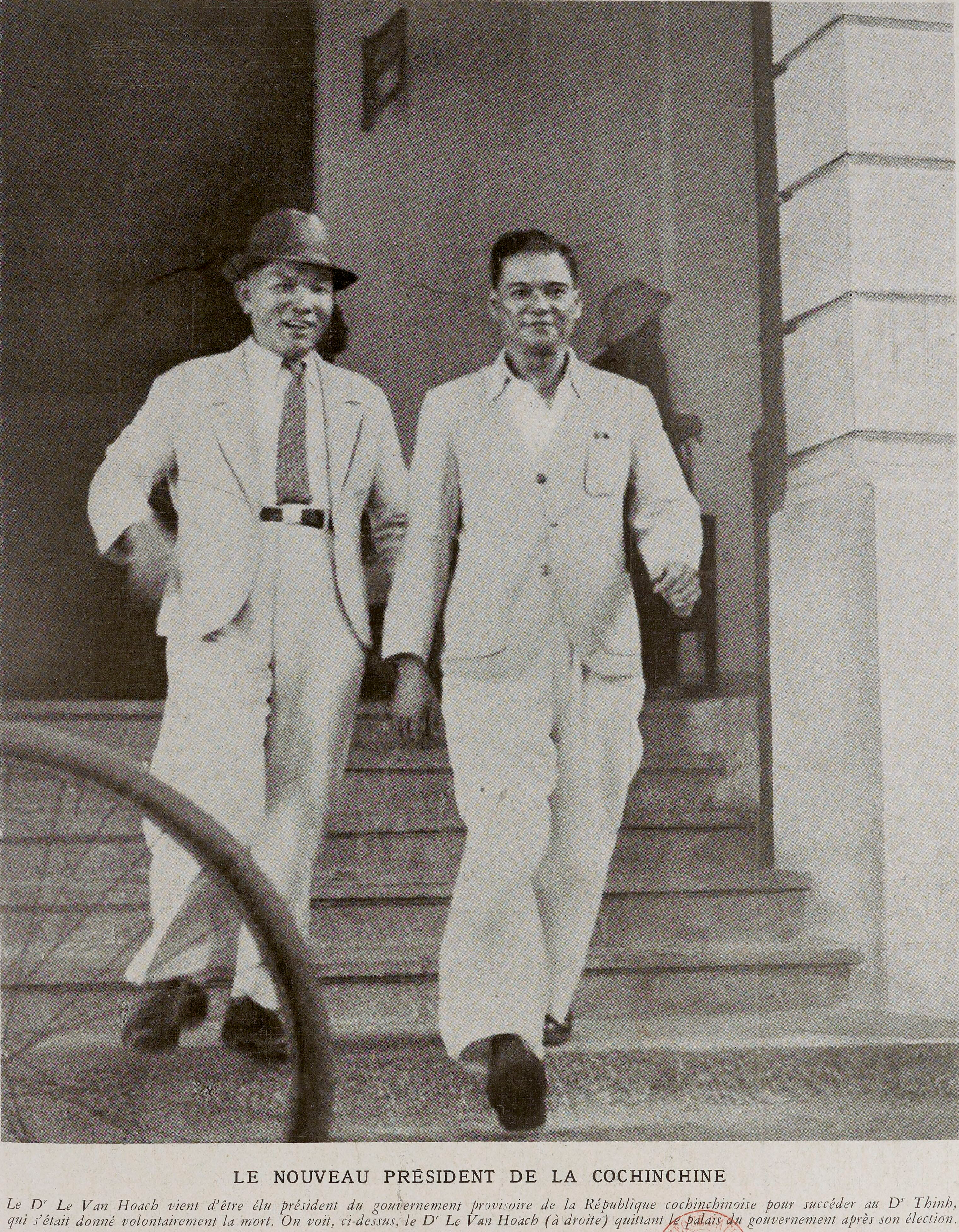
被選爲南圻國總理的黎文劃

1946年11月10日，南圻自治共和國总理阮文清自杀。11月29日，南圻国会选举黎文劃为新一任总理。然而，“南圻自治”遭到了越南人的强烈反对。1947年9月29日，黎文劃辞职。10月8日，阮文春接任总理一职。
1948年6月5日，黎文劃作为越南代表，出席《下龙湾协定》签署仪式。后来又作为代表前往香港，吁请保大回国。
在越南国和越南共和国时期，黎文划因高台教教徒身份被多次任命为国务卿。

### 晚年
1973年4月17日高臺大學成立後，黎文劃曾短暫出任該校校長，隨後退休回到家鄉生活。
1978年，黎文劃在芹苴家中去世，享壽83岁。

## 政府成员
| 姓名   | 原文名 | 職務               |
| ------ | ------ | ------------------ |
| 黎文劃 |        | 總理               |
| 陳文美 |        | 副總理兼內務總長   |
| 黄文政 |        | 司法總長           |
| 陳文友 |        | 財政總長           |
| 阮文心 |        | 國防總長           |
| 黎文定 |        | 農業總長           |
| 陳光一 |        | 工商總長           |
| 阮富開 |        | 通訊總長           |
| 潘文㗂 |        | 醫濟總長           |
| 張永卿 |        | 教育總長           |
| 梁文美 |        | 交通與公共工程總長 |
| 武同發 |        | 社勞總長           |
| 葉光同 |        | 總理府次長         |
| 陳文傑 |        | 社勞次長           |
| 阮進強 |        | 青年體育次長       |

參考資料：:124